# Wierde
Wierde (wa. Wiyete) – dzielnica (section) miasta Namur w Belgii, w Regionie Walońskim, w prowincji Namur, w okręgu Namur. 1 stycznia 2020 roku liczyła 1793 mieszkańców. Do 31 grudnia 1976 r. samodzielna gmina.   

## Demografia
Liczba mieszkańców, stan na 1 stycznia:
| Rok                | 1930 | 1947 | 1961 | 2020 |
| ------------------ | ---- | ---- | ---- | ---- |
| Liczba mieszkańców | 719  | 644  | 678  | 1793 |